# HD 133981
HD 133981，又名CP-72 1714，SAO 257247、HR 5628，是一颗恒星，视星等为6.01，位于銀經313.03，銀緯-12.73，其B1900.0坐标为赤經15h 2m 16.1s，赤緯-72° -12.73′ 21″。